# Sara Widegren
Sara Catharina Widegren, född 26 juli 1840 i Norrköping, död 10 april 1923 i Stockholm, var en svensk målare.
Hon var dotter till grosshandlaren Anders Erik Svartling och Catharina (Karin) Charlotta Moselius och från 1869 gift med kontraktsprosten och docenten Thor David Gunnar Widegren samt mor till Kaja Widegren. Widegren var känd som en mycket duktig amatörkonstnär och medverkade i flera lokala utställningar.  